# Nicolas Delporte
Nicolas Delporte (Theux, 1 januari 1993) is een Belgisch voetballer. Hij is een linksachter en speelde van 2014 tot 2017 voor Oud-Heverlee Leuven.

## Carrière

### Jeugd
Nicolas Delporte is afkomstig van de Luikse gemeente Theux. Hij doorliep meer dan tien jaar de jeugdopleiding van Standard Luik. Na de middelbare school combineerde hij het voetbal met studies voor boekhouder. In het seizoen 2012/13 mocht hij van de Roemeense coach Mircea Rednic enkele keren meetrainen met het eerste elftal. In de zomer van 2013 tekende de linksachter een contract bij AA Gent. In het team van trainer Víctor Fernández kon hij door verscheidene blessures nooit doorbreken, waardoor hij al snel in de B-kern belandde. Na het ontslag van Fernández en de komst van Rednic in oktober 2013 werd Delporte opnieuw in de A-kern van Gent opgenomen. Desondanks kwam hij geen enkele keer in actie voor het eerste elftal van de Buffalo's.

### Oud-Heverlee Leuven
Na het seizoen 2013/14 mocht Delporte andere oorden opzoeken. De linksachter tekende in mei 2014 een eenjarig contract bij tweedeklasser Oud-Heverlee Leuven. Op 6 september 2014 debuteerde hij in de Tweede Klasse in de thuiswedstrijd tegen White Star Bruxelles. OHL won het duel met 5-2. Op 14 februari 2015 maakte Delporte tegen KSV Roeselare zijn eerste competitietreffer. In maart 2015 verlengde hij zijn contract tot 2017. Enkele maanden later namen Delporte en zijn ploeggenoten deel aan de eindronde. In die eindronde dwong de Leuvense club na zes wedstrijden de promotie naar Eerste Klasse af. 
In de hoogste klasse kwam Delporte nog amper aan spelen toe. De club degradeerde in 2016 onder leiding van trainer Emilio Ferrera terug naar de tweede divisie, waarna besloten werd om geen beroep meer te doen op de linksachter. In 2017 liep zijn contract bij de Leuvense club af en verhuisde hij naar Australië.

## Statistieken
| Seizoen | Club                | Land            | Competitie         | Competitie | Competitie | Beker | Beker | Supercup | Supercup | Europees | Europees | Totaal | Totaal |
| Seizoen | Club                | Land            | Competitie         | Wed.       | Dlp.       | Wed.  | Dlp.  | Wed.     | Dlp.     | Wed.     | Dlp.     | Wed.   | Dlp.   |
| ------- | ------------------- | --------------- | ------------------ | ---------- | ---------- | ----- | ----- | -------- | -------- | -------- | -------- | ------ | ------ |
| 2014/15 | Oud-Heverlee Leuven | Vlag van België | Proximus League    | 25         | 1          | 1     | 0     | —        | —        | —        | —        | 26     | 1      |
| 2015/16 | Oud-Heverlee Leuven | Vlag van België | Jupiler Pro League | 4          | 0          | 1     | 0     | —        | —        | —        | —        | 5      | 0      |
| 2016/17 | Oud-Heverlee Leuven | Vlag van België | Proximus League    | 0          | 0          | 0     | 0     | —        | —        | —        | —        | 0      | 0      |
| TOTAAL  | TOTAAL              | TOTAAL          | TOTAAL             | 29         | 1          | 2     | 0     | 0        | 0        | 0        | 0        | 31     | 1      |

## Palmares
Oud-Heverlee Leuven
- Winnaar eindronde (1): 2014/15